# Organització Democràtica i Popular dels Turcmans
Organització Democràtica i Popular dels Turcmans (anglès: Turkmen Democratic People Organization; turc: Ulusal Dimokrat Türkmen Orgütü) fou un moviment polític turcman de l'Iraq fundada a Síria el 1979 pel conegut dirigent turcman I. Kocava; altres dirigents foren F. Demirci, H. Suleyman, E. Izzeddin, A. A. Kasap i M. Reshid; aquest darrer va desaparèixer el 1996 quan fou capturat per les forces iraquianes que van atacar Erbil. M. Ketene fou el representant a Líbia i A. Beyatli a Ankara. L'organització fou dissolta després de divergències entre els sirians i l'oposició iraquiana.